# Player’s Canadian Open 1984
Die Player’s Canadian Open 1984 waren ein Tennisturnier der WTA Tour 1984 für Damen in Montreal sowie ein Tennisturnier des Grand Prix 1984 für Herren in Toronto. Das Herrenturnier fand vom 13. bis 19. August 1984 statt und das der Damen von 20. bis 26. August 1984.

## Herren
→ Hauptartikel: Player’s Canadian Open 1984/Herren

## Damen
→ Hauptartikel: Player’s Canadian Open 1984/Damen